# Jotham (fils de Gédéon)
Pour les articles homonymes, voir Jotham.
יוֹתָם
Jotham (hébreu : יוֹתָם : « Dieu est parfait ») est un personnage du livre des Juges, qui fait partie de la Bible. Il est le plus jeune des fils de Gédéon, juge d'Israël.

## Récit biblique
Jotham est le dernier des soixante dix fils de Gédéon avec ses différentes épouses. Gédéon a également un fils naturel, Abimelech, issu de sa liaison avec sa concubine et servante de Sichem.
Jotham est le seul des soixante dix fils légitimes de Gédéon à réchapper du massacre commandité par Abimelech en vue d'éliminer tous ses demi-frères avant de se faire proclamer roi par les habitants de Sichem. Après avoir déclamé la parabole des arbres, Jotham maudit Abimelech et les Sichémites avant de prendre la fuite pour Beer.

## Parabole des arbres
Jotham adresse à Abimelech une parabole :
« Les arbres s'assemblèrent un jour pour choisir un roi.
Ils offrirent d'abord le sceptre à l'olivier, et il répondit
qu'il ne voulait pas se priver de son fruit et de son huile si agréable a Dieu et aux hommes pour régner sur eux.
Ils invitèrent le figuier
qui refuse parce que l'excellence de son fruit lui suffisait.
La vigne priée à son tour préféra son jus qui réjouit les Dieux et les hommes, à l'empire qu'on lui offrait.
Enfin la dignité royale ayant été offerte à l'épine,
elle répondit:
Si vous avez réellement dessein de me confier la suprême autorité, retirez-vous sous mon ombre, ou consentez que le feu sorte de mon sein et dévore les cèdres du Liban. »
La morale que Jotham tire de cette fable est que les bons sont rarement curieux d'autorité et que les méchants ne peuvent dominer que par destruction.

## Source
Cet article comprend des extraits du Dictionnaire Bouillet. Il est possible de supprimer cette indication, si le texte reflète le savoir actuel sur ce thème, si les sources sont citées, s'il satisfait aux exigences linguistiques actuelles et s'il ne contient pas de propos qui vont à l'encontre des règles de neutralité de Wikipédia.